# Трабельси, Хатем
Хате́м Трабельси́ (араб. حاتم الطرابلسي‎, фр. Hatem Trabelsi; род. 25 января 1977, Арьяна) — тунисский футболист, завершивший игровую карьеру.

## Биография

### Клубная карьера
Хатем Трабельси вырос в тунисском городе Сфакс, там же Хатем и начал свою футбольную карьеру в клубе «Сфаксьен». Первоначально Трабельси выступал в нападении, но в связи с проблемами с составом Хатем был переведён на правый фланг защиты. В 1998 году Хатем стал обладателем Кубка Конфедерации КАФ. За «Сфаксиен» Хатем выступал в течение четырёх лет, проведя 103 матча и забив 13 мячей.
В 2001 году Трабельси переехал в Нидерланды и подписал контракт с амстердамским «Аяксом». Дебют Хатема в «Аяксе» состоялся 8 августа 2001 года в квалификационном матче Лиги чемпионов против шотландского «Селтика», который победил «Аякс» со счётом 3:1. Свой первый мяч за «Аякс» Трабельси забил 3 мая 2004 года, всего за амстердамский клуб Хатем провёл 99 матчей и забил 2 мяча.
В ходе предварительного сезона в 2005 году, Хатем проходил просмотр в английском «Арсенале», которым руководил Арсен Венгер. «Арсенал» согласовал личный контракт с Хатемом и стоимость перехода Трабельси из «Аякса» в «Арсенал». Однако из-за личных причин Трабельси не перешёл в «Арсенал» и вскоре вернулся в Нидерланды.
10 августа 2006 года Хатем на правах свободного агента подписал контракт с английским «Манчестер Сити». Но из-за проблем со здоровьем Хатем дебютировал в команде лишь 11 сентября 2006 года. Свой первый мяч за «Манчестер Сити» Хатем забил в игре против «Манчестер Юнайтед», однако матч был проигран футболистами «Сити» со счётом 3:1. В начале 2007 года Хатем проигрывал место в основном составе Майкe Ричардсу и Недуму Онуохе. Хатем покинул клуб в июле 2007 года, его контракт был расторжен по обоюдному согласию.
В 2007 году Хатем вёл переговоры по заключению контракта с французским «Ле Маном» и итальянским «Лацио», однако Трабельси не смог договориться с клубами. 3 ноября 2007 года Хатем пытался подписать контракт с клубом из Саудовской Аравии «Аль-Хилялем», но сделка не состоялась, позже Хатем отправился во Францию на просмотр в «Олимпик» из Марселя, но и с французским клубом Трабельси соглашение подписать не смог.

### Карьера в сборной
В национальной сборной Туниса Трабельси дебютировал в мае 1998 года в матче против сборной Грузии. Хатем участвовал в трёх чемпионатах мира: 1998, 2002 и 2006. Трабельси также входил в состав сборной на Кубке африканских наций 2004, который его сборная выиграла, победив в финале Марокко со счётом 2:1.
О завершении своей карьеры в сборной Хатем заявил после проигрыша сборной Туниса со счётом 1:0 на чемпионате мира 2006 года сборной Украины. Всего Хатем провёл за сборную 61 матч и забил 1 гол.

## Достижения
«Сфаксьен»
- Обладатель Кубка Конфедерации КАФ: 1998

«Аякс»
- Чемпион Нидерландов: 2001/02, 2003/04
- Обладатель Кубка Нидерландов: 2001/02, 2005/06
- Обладатель Суперкубка Нидерландов: 2002, 2005

Сборная Туниса
- Обладатель Кубка Африканских Наций: 2004